# Carlo Brera
Carlo Maria Franco Brera (Milano, 13 agosto 1946 – Monza, 18 giugno 1994) è stato un giornalista, traduttore, scrittore e artista italiano.

## Biografia
Figlio di Gianni Brera e di Rina Gramegna, prese il nome "Carlo" di entrambi i nonni. Iniziò come giornalista professionista, lavorando per Avvenire. Fu anche scultore e pittore; verso la metà degli anni Settanta, con lo pseudonimo di "Sartana", fu corsivista satirico del Quotidiano dei lavoratori di Milano. Scrisse inoltre un romanzo caratterizzato dal frequente uso del sense of humour, intitolato La fortunata mattina di un venditore di libri senza padre. Divenne poi traduttore, occupandosi di autori di lingua inglese, in particolare di Wilbur Smith e Tom Sharpe; tradusse anche due libri dallo spagnolo, Nella penombra di Juan Benet e La casa di Araucaima di Álvaro Mutis.
Nel 1974 sposa Francesca Fedrigolli, da cui avrà due figlie, Isabella (1978) e Camilla (1983).
Muore nel 1994 a causa di una grave malattia.

## Opere

### Varie
- I corsivi di Sartana, Ponte Sesto di Rozzano, Grafica Effeti, 1976

### Romanzi
- La fortunata mattina di un venditore di libri senza padre, Milano, Longanesi, 1982
- La signora delle lucciole, Milano, Mursia, 2003 (con Mariella Alberini)

### Traduzioni
- Desmond Doig; Edmund Hillary, In alto sulle cime, Milano, Longanesi, 1970
- William H. Manville, Good-bye: romanzo, Milano, Sonzogno, 1978
- Stephen King, Le notti di Salem, Milano, Sonzogno, 1979
- Fred M. Stewart, Rabbia contro il cielo, Milano, Sonzogno, 1979 (con Alessandra Simonetti)
- John Gregory Dunne, Verità confessate, Milano, Club degli editori, 1979
- Jeffrey Caine, La ghiacciaia, Milano, Sonzogno, 1980
- Robin Cook, L'ombra del faraone, Milano, Sonzogno, 1980
- Arthur Solmssen, Principessa a Berlino, Milano, Club del libro, 1981
- Tom Sharpe, Eva, una bambola e il professore, Milano, Longanesi, 1982
- Lou Cannon, Reagan, Milano, Longanesi, 1982 (con Sergio Mancini)
- Jonathan Fast, La bestia, Milano, Sonzogno, 1983
- S. E. Hinton, I ragazzi della 56. strada, Milano, Longanesi, 1983
- Ronald Firbank, Capriccio, Milano, Guanda, 1984
- Sue Townsend, Diario segreto di Adrian Mole di anni 13 e 3/4, Milano, Frassinelli, 1984
- Wilbur Smith, Dove finisce l'arcobaleno, Milano, Club degli editori, 1984
- Wilbur Smith, La notte del leopardo, Milano, Longanesi, 1985
- Wilbur Smith, La spiaggia infuocata, Milano, Longanesi, 1985
- Susan Dworkin, Cercasi Susan disperatamente, Milano, Longanesi, 1986
- Tom Sharpe, Paesaggio con macchia, Milano, Longanesi, 1986
- Wilbur Smith, Il potere della spada, Milano, Longanesi, 1986
- Stephen King, Uninco indizio: la luna piena, Milano, Longanesi, 1986
- Wilbur Smith, I fuochi dell'ira, Milano, Longanesi, 1987
- Moira Johnston, La scalata, Milano, Longanesi, 1987
- Tom Sharpe, Il bastardo primordiale, Milano, Longanesi, 1987
- Tom Sharpe, La grande caccia, Milano, Longanesi, 1989
- P.G. Wodehouse, Lampi d'estate, Parma, Guanda, 1989
- David Morrell, Rambo 2: la vendetta, Milano, TEA, 1989
- Wilbur Smith, L'ultima preda, Milano, Longanesi, 1989
- Juan Benet, Nella penombra, Milano, Adelphi, 1991
- Roy Lewis, Il più grande uomo scimmia del Pleistocene, Milano, Adelphi, 1992
- Christina Stead, Un tè e quattro chiacchiere, Milano, Adelphi, 1994
- Álvaro Mutis, La casa di Araucaima, Milano, Adelphi, 1997